# 가이바촌
가이바촌(일본어: 海馬村 가이바무라[*])은 일본이 지배하던 시기, 사할린 섬 남서부의 가이바토 섬 (모네론 섬) 에 위치했던 유일한 마을이다. 아이누 말로는 도도모시리로 부른다. 혼토 군에 소속되어, 모카 지청의 출장소가 설치되어 관할하고 있었다. 1941년 기준 751명의 거주민이 있었지만 1945년 8월 소련군이 가이바토 섬에 상륙해 점령하기 전에 모두 탈출했다.

법적으로는 1949년 6월 1일, 국가 행정 조직법 시행에 따라 폐지되었다.